# Грегори, Филиппа
Фили́ппа Гре́гори (англ. Philippa Gregory; род. 9 января 1954) — британская писательница и сценаристка. Пишет романы с 1987 года, самым известным из которых является «Ещё одна из рода Болейн» (2001). В 2002 году выиграла премию Ассоциации романистов.

## Биография
Филиппа Грегори родилась в Найроби, Кения, в семье пилота компании East African Airways и радиоведущей. Через два года после её рождения семья переехала в Англию. Будущая писательница поступила в Суссекский университет, а затем продолжила образование в Эдинбургском университете, по окончании которого получила докторскую степень по литературе XVIII столетия. В дальнейшем преподавала в нескольких британских университетах, в том числе в Открытом университете, а в 1994 году ей было присвоено звание члена совета Кингстонского университета.
Первые свои литературные гонорары получала, начав писать книги для детей, но по-настоящему знаменитой писательницей стала только благодаря серии исторических романов, в центре которых — блистательный двор английских королей и королев. Всемирную известность Филиппе Грегори принёс первый же роман — «Вайдекр», вышедший в свет в 1987 году и ставший первой частью одноимённой трилогии, рассказывающей о жизни нескольких поколений семейства Лейси.
В настоящее время проживает с мужем и детьми на ферме неподалёку от Стоксли, в Северном Йоркшире. Её интересы: верховая езда, прогулки, любит кататься на лыжах и заниматься садоводством. Свободное время посвящает благотворительности.

## Экранизации произведений
Некоторые из её романов были отмечены премиями и экранизированы. В 1998 году она написала сценарий для мини-сериала «Достойное ремесло» (англ. A Respectable Trade) по мотивам своего одноимённого романа, посвящённого борьбе с рабством и аболиционизму в Англии конца XVIII века. Постановка имела шумный успех, а Грегори получила номинацию на премию BAFTA-TV.
- «A Respectable Trade» (англ.) на сайте Internet Movie Database

Несомненным успехом пользовался бестселлер «Ещё одна из рода Болейн», опубликованный в 2002 году и повествующий о драматической судьбе сестёр Болейн — Мэри и Анны, соперничающих за любовь короля Англии Генриха VIII. В 2003 году Грегори приняла участие в работе над сценарием для телевизионной версии BBC. В главных ролях были представлены Наташа Макэлхон (Мэри), Джоди Мэй (Анна) и Джаред Харрис (Генрих VIII).
- «The Other Boleyn Girl» (англ.) на сайте Internet Movie Database

В 2008 году был выпущен фильм «Ещё одна из рода Болейн», в котором главные роли исполнили голливудские звёзды: Скарлетт Йоханссон (Мэри), Натали Портман (Анна) и Эрик Бана (Генрих VIII).
- «The Other Boleyn Girl» (англ.) на сайте Internet Movie Database

В России роман был опубликован в 2007 году под названием «Другая Болейн», а затем несколько раз переиздавался под заголовком «Ещё одна из рода Болейн». За ним последовали The Boleyn Inheritance — «Наследство рода Болейн», The Virgin’s Lover и The Queen’s Fool, в русском переводе — «Любовник королевы» и «Тайна Марии Кровавой» соответственно.
В 2013 году по трём романам Грегори был снят телесериал англо-американского производства, повествующий о событиях войны Алой и Белой розы — «Белая королева». В 2017 году на экраны вышло продолжение — телесериал «Белая принцесса». В 2019 году на телеканале Starz был выпущен мини-сериал «Испанская принцесса» о судьбе Екатерины Арагонской и Маргарет Поул. В основе сценария — романы «Вечная принцесса» и «Проклятие королей».